# Музей історії донецької міліції
Музей історії донецької міліції — музей присвячений історії донецької міліції.

## Історія
Музей створено 1974 року.
20 грудня 2007 року відкрито другу залу.
З 2011 року входить до списку з 50 культурних об'єктів Донецької області.
24 грудня 2011 року на честь 20-річчя української міліції відкрито третю залу. Зал відкрили генерал-лейтенант Володимир Малишев та полковник міліції Віктор Дубовик.

## Експозиція
Експозиція зібрана, завдяки працівникам міліції та місцевим жителям. Серед експонатів є плакати з гаслами, копія собаки з Донського розшуку. На стінах музею історії донецької міліції висять експонати, що показують перетворення з царської поліції на радянську міліцію.
У музеї 3 зали:
- Перший — присвячений роботі міліції під час Радянсько-німецької війни. Серед експонатів зберігаються нагороди, документи та зброя.
- Другий — присвячений роботі міліції після закінчення війни . Серед експонатів зберігаються фотографії, кубки та інші нагороди.
- Третій — присвячений формуванню міліції з початку XX століття до 1960-х років. В експозиції зали є документи, фотографії та воскові фігури.

З 2014 року приміщення і фонди музею знаходяться в окупації.
4 липня 2019 року у місті Маріуполь одночасно зі святкуванням Дня Національної поліції відкрили музей органів внутрішніх справ Донеччини, який у певному сенсі замінив музей у Донецьку.